# Sabraogo
Sabraogo är en ort i Burkina Faso.   Den ligger i regionen Centre-Sud, i den centrala delen av landet, 50 km sydost om huvudstaden Ouagadougou. Sabraogo ligger 307 meter över havet och antalet invånare är 1 282.
Terrängen runt Sabraogo är platt. Närmaste större samhälle är Kombissiri, 11,3 km nordväst om Sabraogo.
Trakten runt Sabraogo består till största delen av jordbruksmark. Runt Sabraogo är det ganska tätbefolkat, med 65 invånare per kvadratkilometer.